# Бур ле Роа
Бур ле Роа (фр. Bourg-le-Roi) је насељено место у Француској у региону Лоара, у департману Сарт.
По подацима из 2011. године у општини је живело 319 становника, а густина насељености је износила 886,11 становника/km².

## Демографија
| 1962. | 1968. | 1975. | 1982. | 1990. | 2011. |
| ----- | ----- | ----- | ----- | ----- | ----- |
| 341   | 332   | 327   | 329   | 323   | 319   |